# Aptinoma
Aptinoma es un género de hormigas, familia Formicidae. Son hormigas arbóreas endémicas de Madagascar.

## Especies
Se reconocen las siguientes:
- Aptinoma antongil Fisher, 2009
- Aptinoma mangabe Fisher, 2009